# Mercatique dans l'enseignement français
 (avril 2020).
La mise en forme du texte ne suit pas les recommandations de Wikipédia : il faut le « wikifier ».
Les points d'amélioration suivants sont les cas les plus fréquents. Le détail des points à revoir est peut-être précisé sur la page de discussion.
- Les titres sont pré-formatés par le logiciel. Ils ne sont ni en capitales, ni en gras.
- Le texte ne doit pas être écrit en capitales (les noms de famille non plus), ni en gras, ni en italique, ni en « petit »…
- Le gras n'est utilisé que pour surligner le titre de l'article dans l'introduction, une seule fois.
- L'italique est rarement utilisé : mots en langue étrangère, titres d'œuvres, noms de bateaux, etc.
- Les citations ne sont pas en italique mais en corps de texte normal. Elles sont entourées par des guillemets français : « et ».
- Les listes à puces sont à éviter, des paragraphes rédigés étant largement préférés. Les tableaux sont à réserver à la présentation de données structurées (résultats, etc.).
- Les appels de note de bas de page (petits chiffres en exposant, introduits par l'outil «  Source ») sont à placer entre la fin de phrase et le point final[comme ça].
- Les liens internes (vers d'autres articles de Wikipédia) sont à choisir avec parcimonie. Créez des liens vers des articles approfondissant le sujet. Les termes génériques sans rapport avec le sujet sont à éviter, ainsi que les répétitions de liens vers un même terme.
- Les liens externes sont à placer uniquement dans une section « Liens externes », à la fin de l'article. Ces liens sont à choisir avec parcimonie suivant les règles définies. Si un lien sert de source à l'article, son insertion dans le texte est à faire par les notes de bas de page.
- La présentation des références doit suivre les conventions bibliographiques. Il est recommandé d'utiliser les modèles {{Ouvrage}}, {{Chapitre}}, {{Article}}, {{Lien web}} et/ou {{Bibliographie}}. Le mode d'édition visuel peut mettre en forme automatiquement les références.
- Insérer une infobox (cadre d'informations à droite) n'est pas obligatoire pour parachever la mise en page.

Pour une aide détaillée, merci de consulter Aide:Wikification.
Si vous pensez que ces points ont été résolus, vous pouvez retirer ce bandeau et améliorer la mise en forme d'un autre article.
 (juillet 2020).

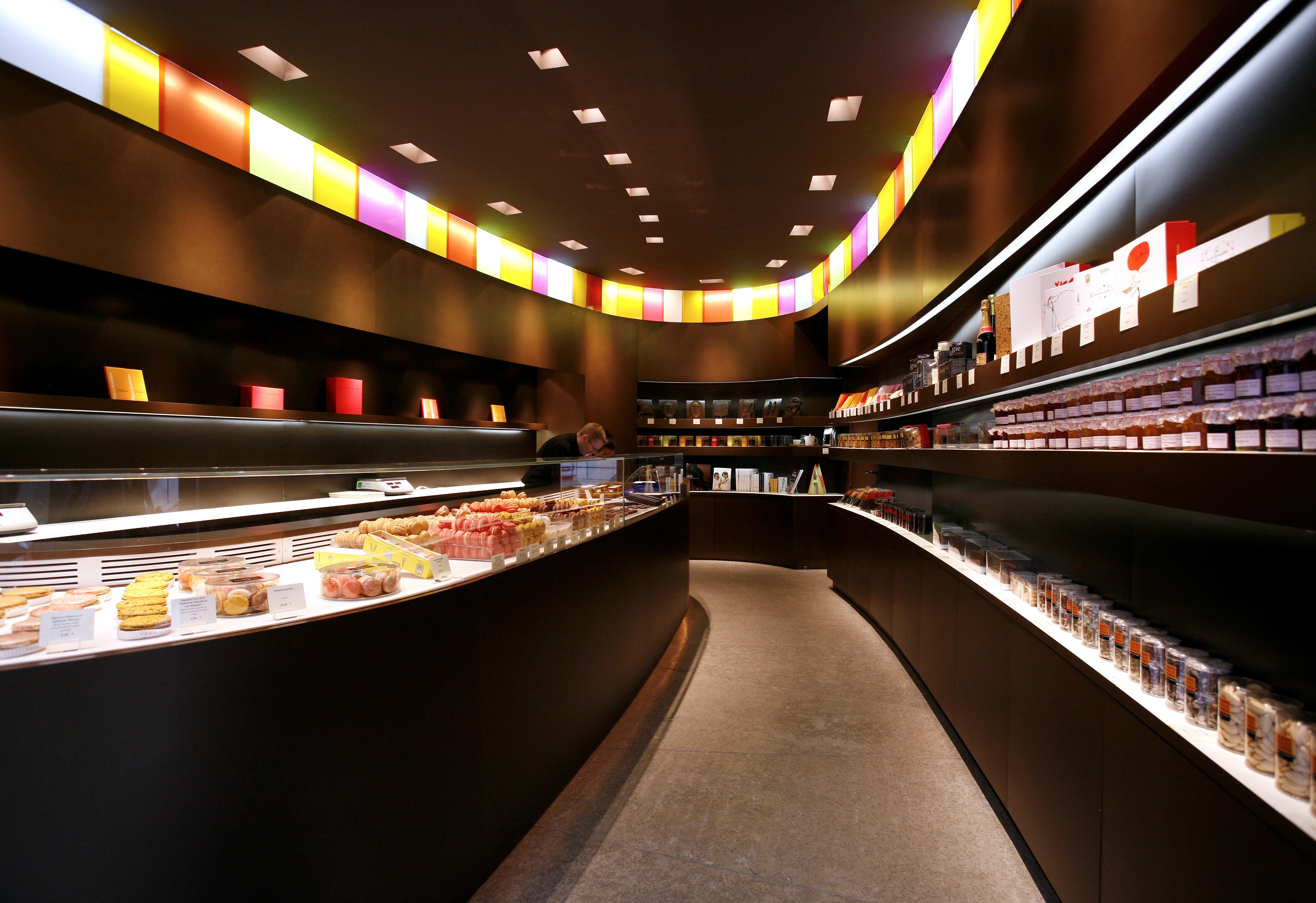
2014. Débouché du BTS MUC. Le Management d'une Unité Commerciale. Une des boutiques de Pierre Hermé.

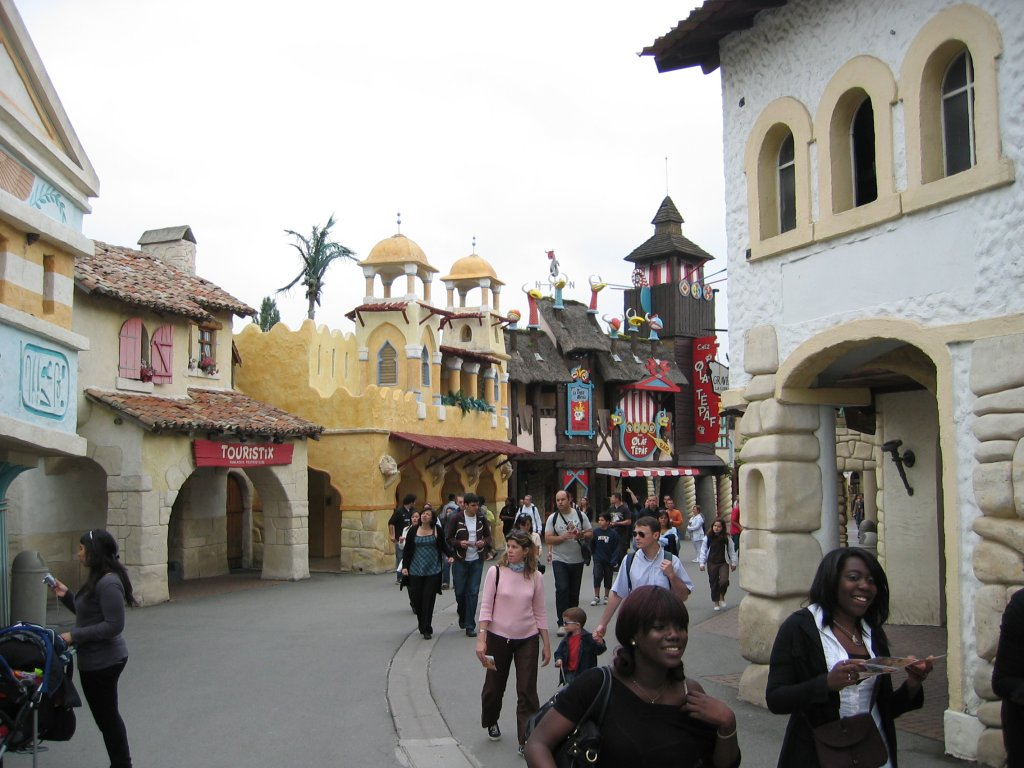
Via Antiqua au parc Astérix, un autre type d'Unité Commerciale.

La mercatique est, dans le secteur scolaire et universitaire français, une discipline d'étude de la gestion des ventes des produits de grande consommation 
Elle est enseignée en France par l'Éducation nationale dans le cadre du bac STMG spécialité mercatique et de trois BTS dont celui de Management d'une unité commerciale.
Définie par une loi, la mercatique est « l’ensemble des techniques et des actions grâce auxquelles une entreprise développe la vente de ses produits et de ses services en adaptant, le cas échéant, leur production et leur commercialisation aux besoins du consommateur ».
L'adoption et le respect de cette définition officielle la positionne comme un synonyme exact du marketing des services et des produits de grande consommation et sa pédagogie repose sur une analyse et une réflexion sur l'existant et les univers familiers concrets de proximité des élèves de chaque lycée.

## Origine et adoption du mot

### Origine
Le néologisme « mercatique » — du latin mercatus, commerce, trafic, négoce, place du marché, foire, venant lui-même de mercor, acheter, faire le commerce — a été inventé en France en 1970 par les économistes Jean Fourastié et François Perroux sur le modèle de « bureautique », « informatique », etc. (modèle qui donnera ultérieurement « administratique », « présentatique », etc.), pour tenter de contrer le terme anglais « marketing » qui commençait à s'implanter en France depuis la fin des années soixante. Ce terme a été adopté par l'Académie française, en remplacement de l'anglicisme marketing.

### Adoption du mot
Le mot a été différemment adopté dans les pays et provinces francophones de certains pays et dans les pays parlant des langues d'origine latine.

#### Afrique francophone
Dans toute l'Afrique francophone, un seul livre comportant le terme « mercatique » a été publié à ce jour et cela au Burkina Faso par les Éditions l'Harmattan qui ont une structure à Ouagadougou. Il s'agit de du livre de Jean Badolo intitulé Politique et Mercatique au Burkina Faso, publié en 2013.

#### Belgique
En Wallonie et à Bruxelles, on emploie exclusivement le mot « marketing ».

#### Québec
Dans la province de Québec, bien que le Grand dictionnaire terminologique recommande l'emploi du mot « mercatique », cette recommandation n'a pas été suivie d'effet : il n'y a pas d'enseignement de mercatique dans les établissements scolaires du Québec et aucun éditeur n'a publié à ce jour un livre comportant « mercatique » dans le titre.
Mais, par ailleurs, une agence de mercatique numérique, CanadaDirect, a poussé le concept de mercatique directe plus loin qu'en France. Elle distingue la mercatique entrante de la mercatique sortante, la mercatique par affinité, etc.

#### Confédération Suisse
En Suisse romande, on emploie exclusivement le mot « marketing ».

#### Espagne
L'Académie royale espagnole — l'équivalent de notre Académie française — ne reconnaît pas le mot « marketing » et ne parle que « mercadotecnica ». Ce néologisme n'est pas adopté par l'usage. Il n'y a pas d'enseignement de mercadotecnica en Espagne et on ne trouve que trois livres comportant ce mot dans le titre au catalogue des éditeurs.

#### France
En France métropolitaine et en France d'outre-mer, l'Académie française a recommandé le terme de « mercatique » dans son édition de 2001 et un texte officiel émanant du ministère de l'Économie et des Finances en a imposé l'emploi en 2011 à l'Éducation nationale à la place de « marketing » en en donnant une définition officielle.
Les programmes de marketing et les manuels du secondaire ont été rebaptisés « mercatique » en 2013.

## La définition légale de la mercatique, mot à mot
La mercatique repose sur une définition officielle de quelques mots, dont chacun a son importance. Prenons la dernière définition de la mercatique, celle qui fait foi et sur laquelle est basé une des Spécialités de Gestion — quatre ans d'études — de l'Éducation Nationale 
et analysons la mot à mot :

* « La mercatique est l'ensemble… ».
La nature profonde, l'essence de la mercatique est d'être non pas une démarche, un état d'esprit, une optique, une science, etc. mais un « ensemble ».
* «… des techniques et des actions… ». 
Non pas un ensemble d'analyses, de réflexions et décisions menant à un plan d'action mais un ensemble de techniques et d'actions sans qu'il y ait eu de réflexion préalable et de décision.
* « … grâce auxquelles… ».
Non pas avec, à l'aide de, au moyen de, mais « grâce à », littéraire.
* « … une entreprise…».
Non « une entreprise ou une organisation », mais uniquement les entreprises.
* «… développe la vente… ».
Non pas les parts de marché pour revenir à l'étymologie de mercatique, « marché », ou au minimum, les ventes, mais « la vente ».
* «… de ses produits et services…».
Non pas de ses services ou prestations ou produits pour tenir compte du fait que les services et prestations représentent aujourd'hui 70 % de l'économie et les produits seulement 30 %, mais bien de ses produits et services.

### « … en adaptant…»
Non pas « en améliorant », mais « en adaptant ».
Le thème de l'adaptation est récurrent dans les définitions successives de la mercatique : « Partir des besoins du consommateur pour créer et adapter les produits. » (1970), "Ensemble des actions destinées à détecter les besoins et à adapter en conséquence et de façon continue la production et la commercialisation" (1987). Hélas, emprunté au vocabulaire de la pédagogie, il ne correspond à rien ni en gestion et ni en management. Une vingtaine de synonymes allant de « aménager » à « reconsidérer » et à « reconvertir » ou à « repositionner ». Le terme « modifier » semblerait préférable. Il s'agit d'une démarche théorique rarissime dans la pratique. Deux exemples des trois exemples ci-joint proviennent de l'univers du marketing industriel, exclu de la mercatique.

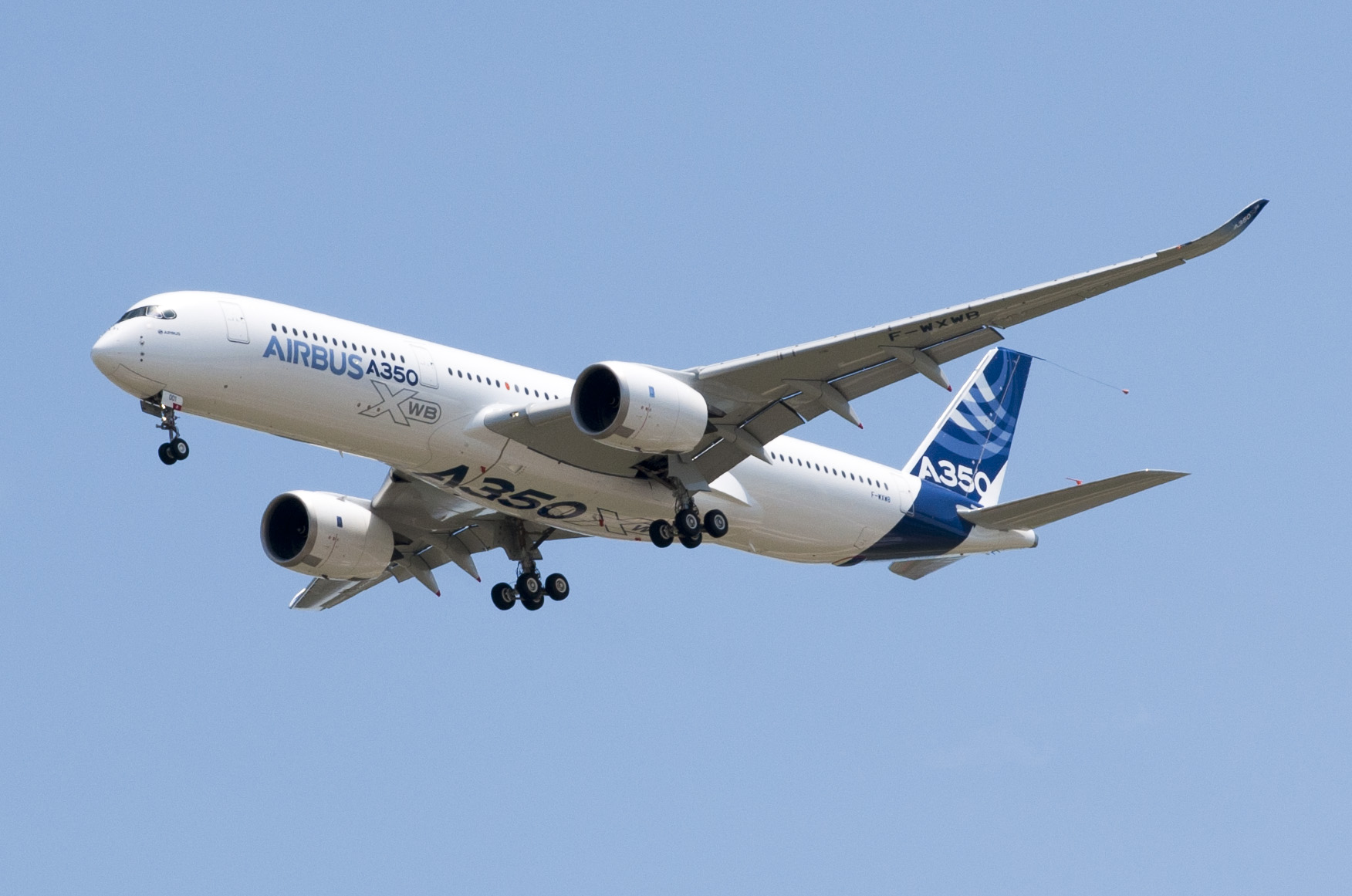
L'Airbus A350, un des rares exemples de produit adapté au besoin.
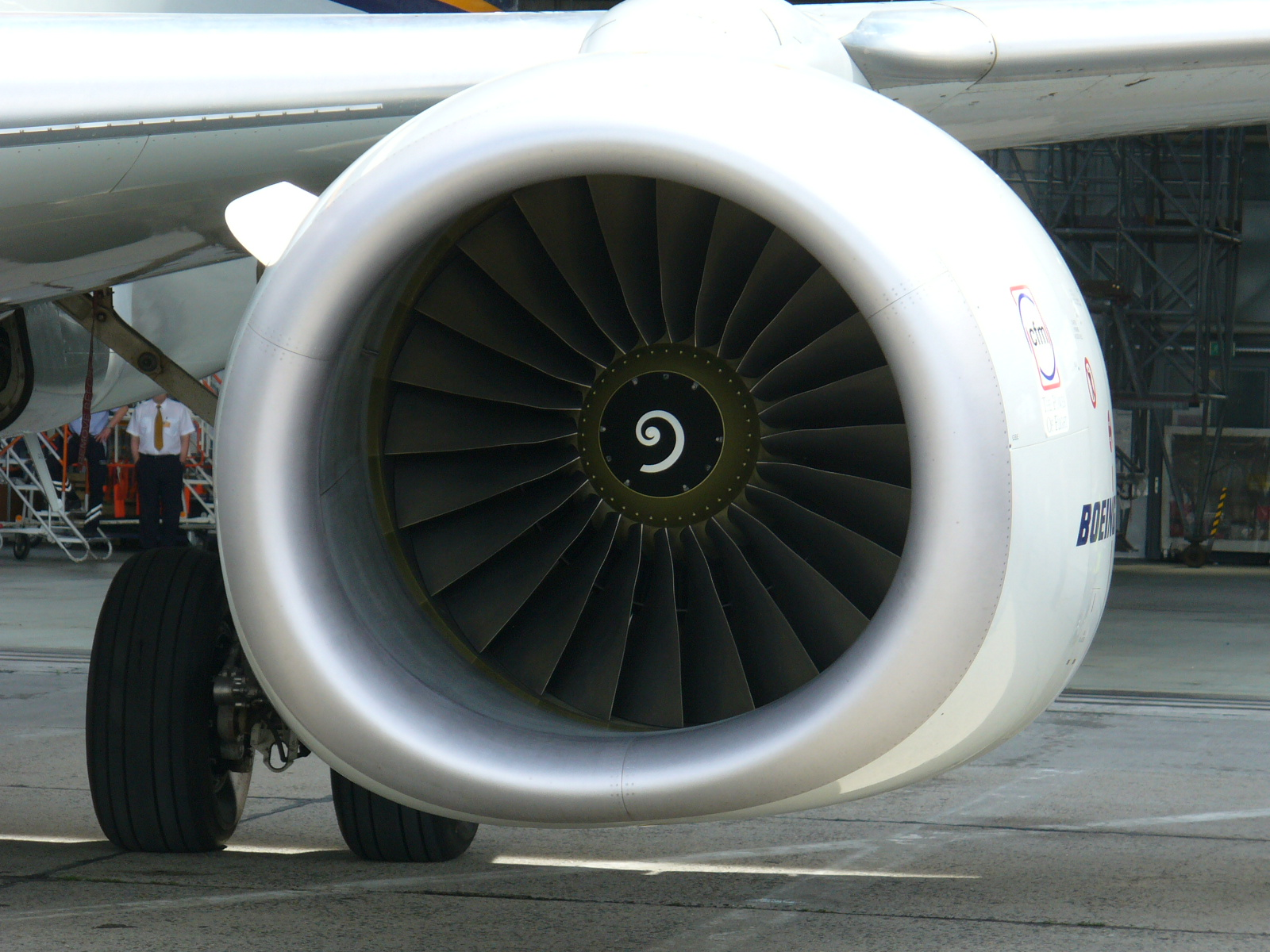
Une entrée aplatie de Boeing 737.
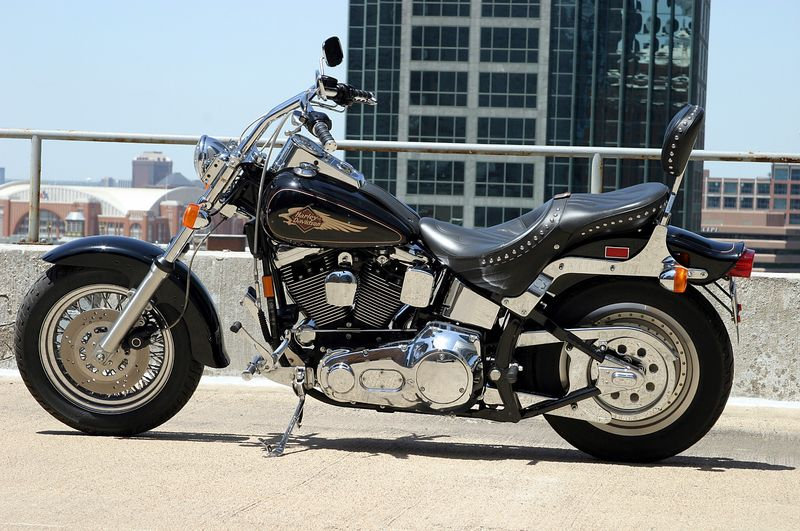
Une Harley-Davidson FXST Softail.

- L'Airbus A350 à la demande du principal client
- Les CFM56 pour s'adapter aux nacelles aplaties des réacteurs du Boeing 737.
- La Harley-Davidson FXST à la demande des bikers au sein d'une culture de customisation.

Les quatre manuels de mercatique les plus usuels, quand ils en parlent, n'y consacrent qu'un très court passage.
- «… le cas échéant… ». :

Et donc, le cas échéant, en ne l'adaptant pas. Synonymes : au cas où ; si le cas se présente ; en cas de besoin ; si c'est nécessaire ; s'il y a lieu ; s'il le faut.
Dans la définition « adapter en conséquence et de façon continue »
- «… leur production et leur commercialisation… ».

Non pas leur servuction, leur prestation, leur diffusion, etc. mais leur production et leur commercialisation.
- « … aux besoins… ».

Mot qu'il conviendrait de définir ou de remplacer par le terme techniques d' « attentes »
* « … du consommateur. »
Non pas des consommateurs finals ou de ses clients actuels ou potentiels mais du consommateur ce qui exclut la mercatique du champ du marketing industriel qui représente 70 % des transactions.
La mercatique, si l'on suit cette définition, serait donc une boîte à outils de techniques et d'actions de vente, le cas échéant, intrusives, utilisables par des entreprises de produits tangibles de grande consommation.

### Une définition synthétique
Par ailleurs, une analyse de contenu des manuels de mercatique de terminale et de BTS des principaux éditeurs conduit à définir la mercatique comme une méthodologie simplifiée d'analyse et de gestion d'une situation et d'une problématique commerciale d'une entreprise de service, de production ou de distribution de très petite taille (TPE)

### Les techniques et les actions de la mercatique
Le législateur n'a pas donné de liste formelle de cet ensemble. Mais on peut inférer des programmes qu'il comporte notamment :
- les études de marché.
- le plan de marchéage.
- etc...

## Positionnement de la mercatique par rapport au marketing en général
Dans la typologie des marketings la mercatique se positionne comme un marketing des services et produits de grande consommation excluant les services et produits industriels et le marketing business to business.
Au sein des marketings de grande consommation, la mercatique se positionne comme un marketing opérationnel de la demande.
Les grands domaines des 24 grands secteurs d'activité économiques
| —                                                          | Services immatériels                                                                                    | Produits matériels |
| ---------------------------------------------------------- | --- | --- |
| Clients professionnels Marketing business to business.     | 3. Courrier et livraison, publicité , technologie et services informatiques, transports maritimes       | 4. Aéronautique, aérospatiale et défense, bâtiment et travaux publics, éoliennes, chimie, matériel informatique, santé                |
| Consommateurs grand public. Marketing grande consommation. | 1. Banques et assurances, croisières, divertissement, tourisme, transport aérien, transport ferroviaire | 2. Agroalimentaire, compagnies pétrolières, cosmétiques , constructeurs automobiles, électronique grand public, luxe, pharmacie, etc. |

Le marché et les deux types de marketing auxquels se cantonne la mercatique : 
| —                          | Services | Produits |
| -------------------------- | -------- | -------- |
| Consommateurs grand public |          |          |
| —                          | Services | Produits |

Au sein des domaines 1 et 2, on doit distinguer quatre types de marketing :
Les quatre grands types de marketing de grande consommation
| —                   | Marketing de la demande (marketing traditionnel)                                      | Marketing de l'offre (marketing de l'innovation)                                |
| ------------------- | ------------------------------------------------------------------------------------- | ------------------------------------------------------------------------------- |
| Niveau stratégique  | II Marketing stratégique                                                              | IV Management stratégique Marketing relationnel stratégique Marketing serviciel |
| Niveau opérationnel | I Marketing opérationnel de la demande (dont la mercatique et sa terminologie propre) | III Marketing des nouvelles marques services et produits                        |

et, plus spécifiquement, comme un marketing opérationnel de la demande des services et des produits de grande consommation sur le marché français métropolitain et de leur distribution.

## Étymologie et histoire

### Le terme et le concept
La mercatique correspond au terme francisé de « marketing ». « Mercatique » était à l'origine un mot inventé en 1970 par deux macro-économistes, Jean Fourastié et François Perroux. Il ne s'est imposé ni dans le milieu des praticiens professionnels, ni auprès du grand public. Google.fr donne 448 000 résultats pour « Mercatique » et 1 900 000 000 — soit 4 000 fois plus — pour « Marketing ». Ceci oblige le plus souvent à faire suivre le terme mercatique de « marketing » entre parenthèses.
Les Espagnols ont « Mercadotecnia », les Italiens, « Mercatistica » et les Portugais « Mercadologia », mais, même si l'emploi en est parfois vivement recommandé comme chez les Espagnols par le DRAE, il n'est pas obligatoire et n'est pas assorti d'une définition.

### La discipline de gestion
En France, un texte, assorti d'une définition, qui en a rendu l'emploi obligatoire dans l'administration — et, donc, dans l'Éducation nationale — a conduit à la création d'une spécialité de gestion très éloignée du marketing actuel et de son évolution théorique et pratique.
Ce texte publié au Journal officiel du 2 mars 2010 a fait de « la mercatique » plus qu'un terme recommandé, une spécialité du champ des sciences de gestion. Seul équivalent officiel de « marketing » d’emploi obligatoire pour « les services de l’État et ses établissements publics », on la retrouve dans les programmes et les manuels scolaires de l'Éducation nationale pour les BTS de la spécialité mercatique et le baccalauréat STMG (Sciences et technologies du management et de la gestion)},, destiné à former des mercaticiens.

## Une terminologie propre
Un lexique spécifique de 27 termes.
Un extrait avec entre parenthèses le nombre de résultats sur google.fr qui donne une idée de l'acceptation du néologisme :
| Terminologie usuelle à proscrire                                                          | Mercatique                                                                                     |
| ----------------------------------------------------------------------------------------- | ---------------------------------------------------------------------------------------------- |
| Brand-love                                                                                | Préférence de marque                                                                           |
| Commercialisation du produit                                                              | « Marchéage (32.200)                                                                           |
| Customization (…) (USA)                                                                   | « Mercatique adaptée » (…)                                                                     |
| Design (173.000.000)                                                                      | « Stylique » (110.000)                                                                         |
| Designer (903.000.000)                                                                    | « Stylicien » (8.360)                                                                          |
| Marketer                                                                                  | « Mercatiser » (147)                                                                           |
| Marketeur (360.000)                                                                       | « Mercaticien » (7.470)                                                                        |
| Marketing (1.900.000.000)                                                                 | « Mercatique » (447.000)                                                                       |
| Faire le marketing (306.000)                                                              | « Mercatiser » (147)                                                                           |
| Marketing agile (28.000)                                                                  | « Mercatique agile » (4)                                                                       |
| Marketing business to business marketing industriel (215.0000) marketing BtoB             | « Mercatique industrielle » (1.680)                                                            |
| Marketing fluide                                                                          | Veille mercatique (sic) (?)                                                                    |
| Marketing médiateur (352)                                                                 | « Mercatique médiatrice » (4)                                                                  |
| Marketing mix (5.170.000)                                                                 | « Plan de marchéage » (308.000), « politique de marchéage » (5.400), « dosage mercatique » (9) |
| Marketing one-to-many (……)                                                                | « Mercatique one-to-many » (……)                                                                |
| Marketing one-to-few (……)                                                                 | « Mercatique one-to-few » (……) (Nathan, p. 59)                                                 |
| Marketing personnalisé (314.000) marketing one-to-one (106.000) marketing un-à-un (4.200) | « Mercatique one to one » (12.700)                                                             |
| Marketing téléphonique (106.000)                                                          | « Mercaphonie » (10.900)                                                                       |
| Marketing symbiotique (3.130)                                                             | « Mercatique symbiotique » (1.080)                                                             |
| Marketing sensoriel                                                                       | « Mercatique de substitution sensorielle »                                                     |
| Merchandising                                                                             | « Merchandisage »                                                                              |
| Reporting                                                                                 | « MAV » (Mercatique Après-Vente)                                                               |
| Yield Management (20.900.00)                                                              | « Gestion des capacités » (9.380)                                                              |

## La démarche mercatique
La démarche mercatique est une démarche managériale qui consiste à partir de l’étude des besoins du consommateur et à adapter les différents éléments du plan de marchéage à ses besoins. Elle est traditionnellement opposée à une politique de l’offre qui consiste à partir du produit pour trouver ensuite les meilleurs façons « d’imposer » le produit aux consommateurs.
La plus simple correspond à peu près à celle du marketing basique de McCarthy (1960) :
- Étude des besoins des clients
- Élaboration d'un plan de marchéage à quatre composantes
- Mise en œuvre opérationnelle
- Contrôle

Mais on trouve des démarches plus élaborées:
A. Dimension stratégique
Analyse du marché
- Offre
- Demande
- Environnement

Analyse de l'entreprise
- Force de l'entreprise
- Faiblesses de l'entreprise

Choix de la stratégie mercatique
- Objectifs à atteindre
- Cibles visées
- Positionnement

B. Dimension opérationnelle
Mise en place du marchéage
- Action sur le produit
- Action sur le prix
- Action sur la communication
- Action sur la distribution

Contrôle des actions mercatiques (résultats obtenus)

## Les grandes lignes du programme du bac STMG
Le programme est officiel. Voir : ainsi que

## « Les neuf grandes questions de gestion» de la mercatique
Le programme du bac STMG est structuré par « neuf grandes questions de gestion » dont sont issus les sujets de bac (les exemples sont ceux du manuel disponible en ligne sous forme de spécimen de chez Hachette) :
1. Le consommateur est-il toujours rationnel dans ses choix ?

Exemple : Les macarons de Pierre Hermé
1. La mercatique cherche-t-elle à répondre aux besoins des consommateurs ou à les influencer ?

Exemple : Clairefontaine
1. L'entreprise vend-elle un produit ou une image ?

Charal
1. Le produit a-t-il un prix ?

Provence Soleil
1. La grande distribution est-elle incontournable ?

Nespresso et Senseo
1. Une entreprise doit-elle nécessairement faire de la publicité ?

La Banque Populaire
1. Fidéliser ou conquérir : l'entreprise doit-elle choisir ?

Histoire d'Or
1. La mercatique durable est-elle un mythe ou une réalité ?

Monoprix (p. 273)
1. La mercatique peut-elle être éthique ?

Savibien

## Des manuels scolaires STMG spécifiques
L'interdiction d'utiliser le mot « marketing » ou l'expression « marketing mix » , la délimitation de la spécialité par la définition et la formalisation rigoureuse du programme ont conduit les éditeurs à devoir concevoir des manuels respectant ces trois contraintes.

## Mercatique et marketing
Pour résumer :
|                                                                          | Mercatique | Marketing |
| ------------------------------------------------------------------------ | --- | --- |
| Étymologie                                                               | Latin médiéval : mercor, commercer et_ -tique, qui fait référence à la technique, comme bureautique, informatique | Anglais To market et -ing action de faire quelque chose. |
| Fréquence d'emploi sur Google.fr                                         | 448 000 résultats sur Google.fr | 1 900 000 000 résultats |
| Nature profonde                                                          | Ensemble de techniques et d'actions | Méthodologie concurrentielle de gestion de la compétitivité |
| Finalité                                                                 | Développement des ventes | Gestion de la compétitivité des marques de l'entreprise et fidélisation à vie de clients |
| Définition                                                               | L’ensemble des techniques et des actions grâce auxquelles une entreprise développe la vente de ses produits et de ses services en adaptant, le cas échéant, leur production et leur commercialisation aux besoins du consommateur | Une méthodologie concurrentielle de gestion de la compétitivité — mesurée en parts de marché — des marques de l'entreprise ou de l'organisation ; et établissement d'une fidélisation à vie par la co-création de valeur de ses offres par ses clients et ses partenaires. S'applique au marketing stratégique et au marketing opérationnel ; et au marketing de la demande comme au marketing de l'offre (innovation). |
| Définitions comparées de l'Académie des Sciences Commerciales et statuts | Une seule définition, celle du ministère de l'Économie et des Finances : « Un ensemble de techniques et d'action pour développer la vente »                                                                                       | Trois définitions : 1. État d'esprit d'une entreprise qui s'impose une auto-discipline, 2. Démarche générale qui anime et mobilise toutes les fonctions de l'entreprise 3. Ensemble de méthodes et de techniques de conquête et de création des marchés. |
| Origine de la définition                                                 | Encadrée par un texte du ministère de l'Économie et des Finances | Libre et anarchique. Chaque auteur et chaque consultant a la sienne. |
| Démarche                                                                 | Les 4 P du plan de marchéage | L'analyse stratégique, la stratégie STP et les 7 P du marketing mix du Center Institute Marketing (UK). |
| Type de marketing                                                        | Marketing opérationnel de la demande | Les 4 types |
| L'innovation                                                             | Pas au programme | Un des 3 facteurs clés de la compétitivité |
| La segmentation                                                          | Pas au programme | Un des 3 éléments de la stratégie STP |
| Formation initiale                                                       | Maxi 3 ans | 5 ans (L,M,D) |
| Niveau de la formation                                                   | Bac +2 | Bac +5 |
| Lieu                                                                     | Terminale puis IUT | Prépa + École de commerce |
| Manuel type                                                              | 300 pages, 20 € | 1.000 pages, 60 € |
| Auteurs types                                                            | Des équipes de quatre professeures de lycée | Professeur d'université, consultant, chercheur : Philip Kotler, Jacques Lendrevie, Delphine Manceau, Pierre Volle, Christian Grönroos, Seth Godin, Regis McKenna, Don Pepper, etc. |
| Débouchés professionnels                                                 | La vente ; le commercial ; la distribution | 1. Chef de produit ; puis 2. Directeur du marketing |
| Formation continue                                                       | Néant | MBA dans le cadre de l'IFG-INM, Cegos, Demos, ISM, HEC Executive Education, ESCP, ESC, etc. |
| ——————————————                                                           | —————————————————————————— | — |

## La mercatique et le BTS de management des unités commerciales

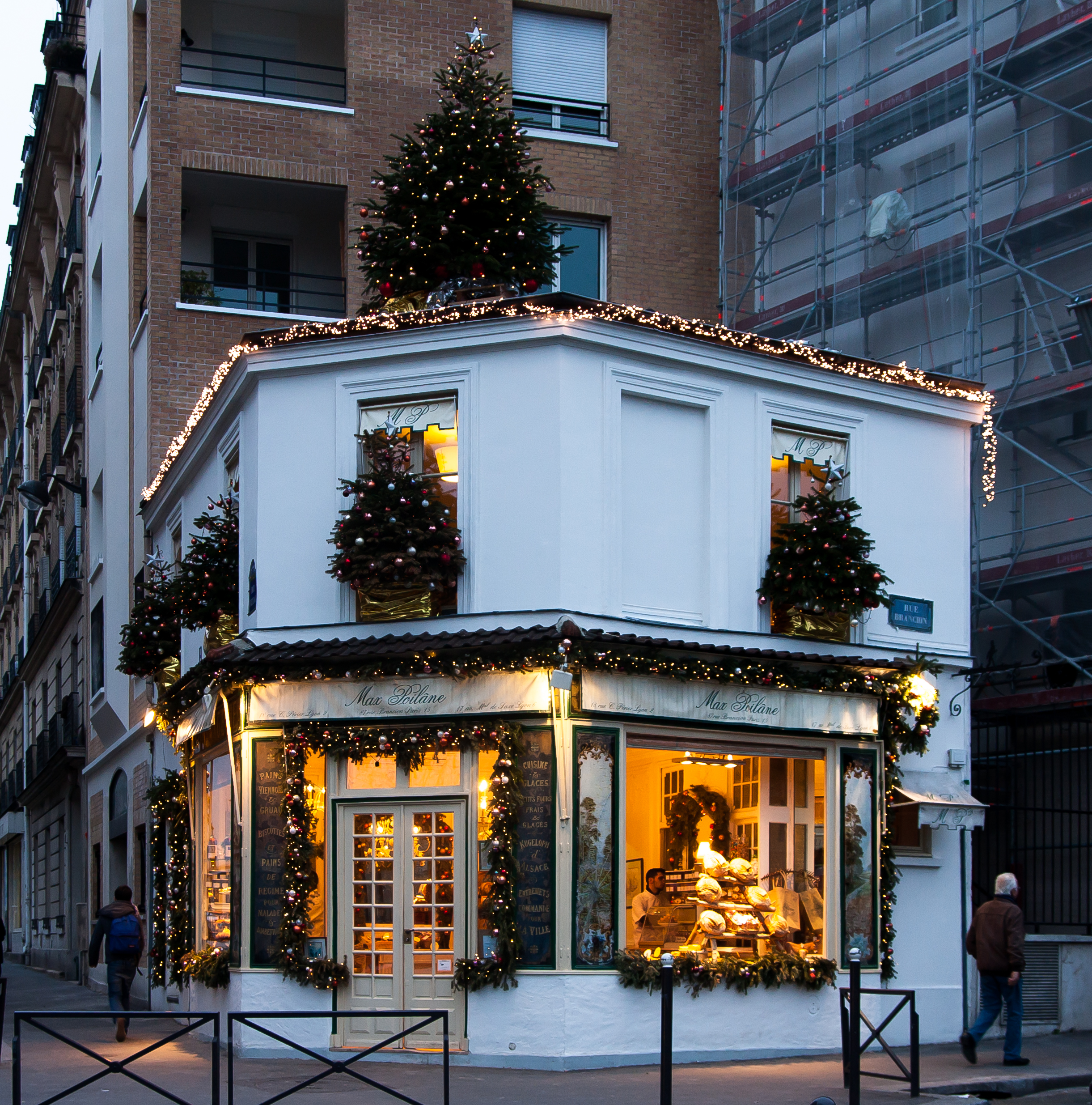
La boulangerie Poilâne de la rue Brancion, une unité de commercialisation, décorée pour Noël, une action mercatique.

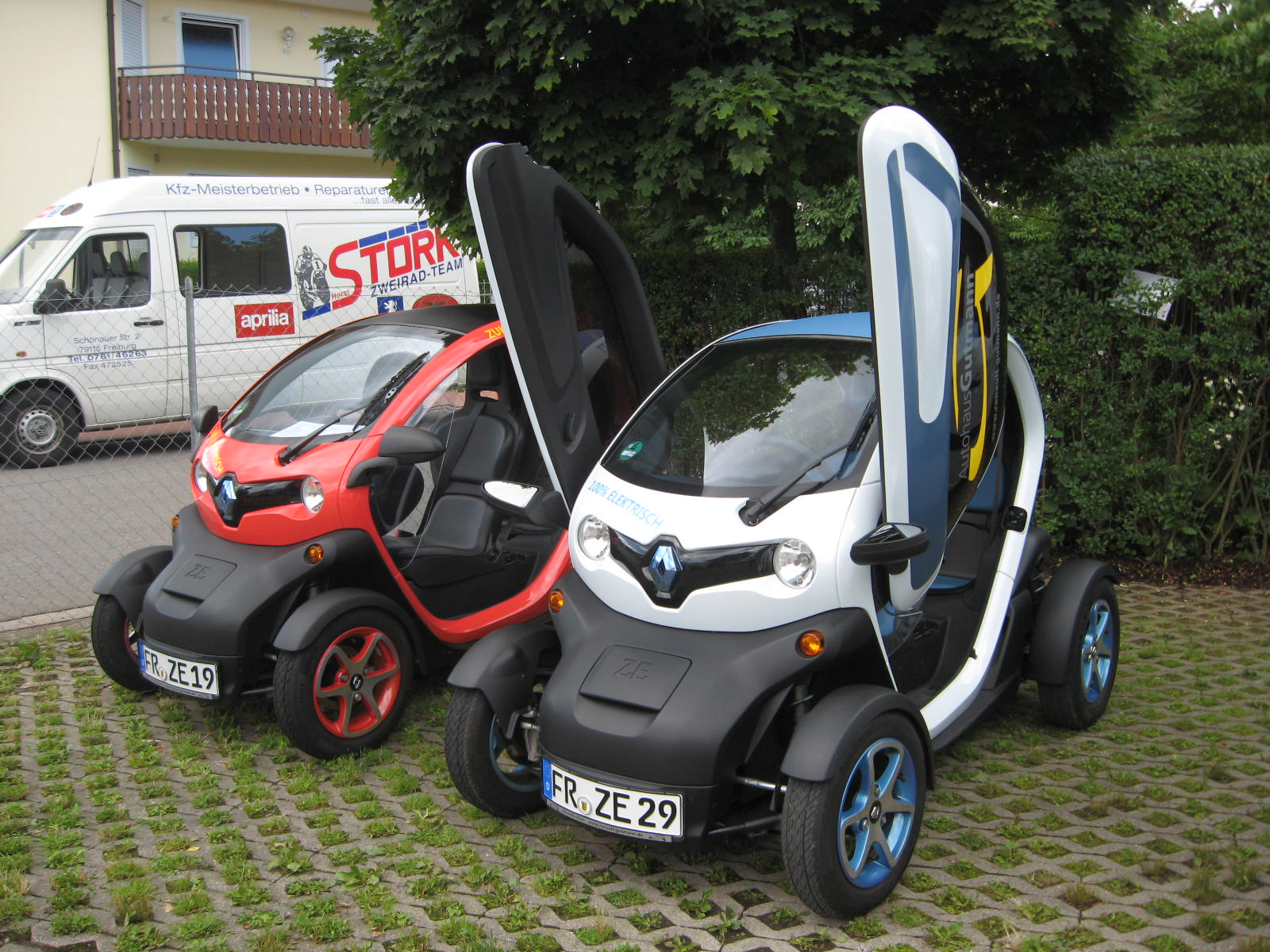
Une opération mercatique : le lancement de la nouvelle Twizy dans une concession Renault

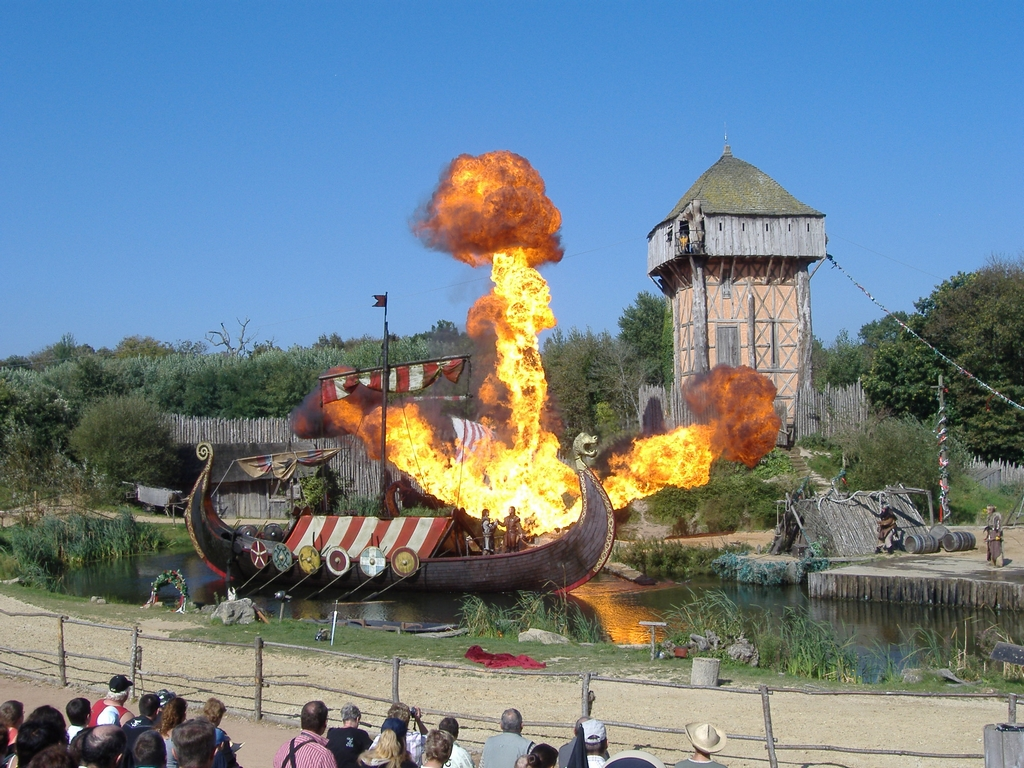
Le drakkar, une des composantes du plan de marchéage de l'unité de commercialisation Le Puy du Fou

Une unité commerciale est un point de vente ou lieu de service comme un super-marché, une agence bancaire, une concession automobile, etc
La mercatique intervient à plusieurs reprises dans leur développement

### Mercatique et développement d'une unité commerciale
- La démarche mercatique : La notion de marché, les besoins, les produits et les services, mercatique stratégique et mercatique opérationnelle.
- Le marché des produits et services : Approche mercatique des produits et services,
- La mercatique opérationnelle de l’unité commerciale : Le contact commercial, la gestion de l’offre, le prix et les conditions commerciales, la mise en valeur de l’offre, la communication locale, la mercatique après-vente.
- La stratégie mercatique des réseaux : Le développement du réseau, le positionnement : produits, marques, prix, la stratégie de communication, la stratégie d’achat et de logistique.

## Les métiers de la mercatique
Sur le marché de l'emploi, la filière mercatique forme des « mercaticiens », capacité attestée par un brevet de technicien supérieur dont par exemple, celui de Management des Unités Commerciales

### Vente
Commercial
Commercial (métier)

### Distribution, unité de commercialisation
Chef de rayon

### Autres
Transport, logistique
Négociateur immobilier

## Annexe. Marketing et mercatique. Une chronologie parallèle
|      | Le marketing | La mercatique' Le terme et le conceptt | La mercatique La discipline de gestion et son enseignement |
| ---- | --- | --- | ---------------------------------------------------------- |
| 1960 | 1969. Innovation et marketing L'esprit marketing de Theodore Levitt | — | —                                                          |
| 1970 | 1969. Institut National du Marketing 1973. Les concepts de base du marketing de Pierre Doré avec une définition de la pratique du marketing 1971. Marketing Management de Philip Kotler avec une définition | 1973. Invention du terme : mercatique Une définition classée dans l'annexe II                                                                                              |                                                            |
| 1980 | Bac +4 à l'European Business School (Paris) | — | Dans les programmes de l'Éducation Nationale (réf. ?)      |
| 1990 | 1990. Rectification de l'orthographe ; markéting | — | —                                                          |
| 2000 | 2007. L'American Marketing Association change de définition 2009. Le Chartered Institute of Marketing adopte le marketing mix à 7 variables                                                                 | L'Académie Française retient le terme en 2001 | 2006. Baccalauréat STG                                     |
| 2010 | — | 2011. Dans le tome 3 « Maquereau (sic) à Ωuotité » du dictionnaire de l'Académie Dans la liste des 23 termes de la 19e liste Emploi obligatoire dans l'Éducation nationale | 2012. Baccalauréat STMG                                    |
| 2014 | — | Article dans Wikipédia | —                                                          |